# Archibald Douglas, 1.º Conde de Forfar
Archibald Douglas, 1.º Conde de Forfar, 2.º Conde de Ormonde (3 de maio de 1653 – 11 de novembro de 1712) foi um nobre escocês.

Brasão da Casa Douglas de Forfar

Ele era o segundo filho e o caçula de Archibald Douglas, Conde de Angus e 1.º Conde de Ormond, com sua segunda esposa, Jean Wemyss, filha de David Wemyss, 2.º Conde de Wemyss e da Honorável Anna Balfour de Burleigh. Ele também era o meio-irmão mais novo de James Douglas, 2.º Marquês de Douglas e o irmão mais novo de Lady Margaret Douglas, esposa de Alexander Seton, 1.º Visconde de Kingston.
Ele foi feito Conde de Forfar e Lorde de Wandell e Hartside em 2 de outubro de 1661, aos oito anos de idade. Ele se casou com Robina Lockhart (1662–1741), filha de Sir William Lockhart de Lee e Robina Sewster, em 19 de agosto de 1679 na Capela Lincoln's Inn, Londres, Inglaterra.
Seu único filho, Archibald Douglas, 2.º Conde de Forfar, nasceu em 1692.
Ele foi Conselheiro Privado do Rei Guilherme III e da Rainha Ana de 1689 até sua morte em 1712. Ele serviu como Comissário do Selo Privado de 1689 a 1690 e Comissário do Tesouro de 1704 a 1705.
Em 1700, ele mudou a residência da família do Castelo de Bothwell para sua nova mansão, Bothwell House, que foi apelidada de "Novo Castelo de Bothwell".
Ele votou a favor do Ato de União em 1707, tendo supostamente recebido £ 100 em pagamento dos ingleses.
Ele morreu em 11 de novembro de 1712 e foi enterrado na Igreja de Bothwell, na Escócia.